# Piotr Długosielski
Piotr Długosielski (Varsavia, 4 aprile 1977) è un ex velocista polacco, specializzato nei 400 metri piani e campione mondiale della staffetta 4×400 metri a Siviglia 1999.

## Palmarès
| Anno | Manifestazione    | Sede     | Evento      | Risultato  | Prestazione | Note                                     |
| ---- | ----------------- | -------- | ----------- | ---------- | ----------- | ---------------------------------------- |
| 1996 | Mondiali juniores | Sydney   | 400 metri   | 8º         | 47"43       |                                          |
| 1999 | Mondiali indoor   | Maebashi | 400 metri   | Semifinale | 47"55       |                                          |
| 1999 | Mondiali          | Siviglia | 4×400 metri | Oro        | 2'58"91     | Miglior prestazione personale stagionale |
| 2000 | Giochi olimpici   | Sydney   | 4×400 metri | 6º         | 3'03"22     |                                          |
| 2001 | Mondiali          | Edmonton | 400 metri   | Semifinale | 46"62       |                                          |
| 2001 | Mondiali          | Edmonton | 4×400 metri | Bronzo     | 2'59"71     | Miglior prestazione personale stagionale |

## Altre competizioni internazionali
2001
- Coppa Europa di atletica leggera ( Brema)